# 448
Період падіння Західної Римської імперії. У Східній Римській імперії триває правління Феодосія II. У Західній правління Валентиніана III, значна частина території окупована варварами, зокрема в Іберії утворилося Вестготське королівство, а Північну Африку захопили вандали. У Південному Китаї правління династії Лю Сун. В Індії правління імперії Гуптів. У Японії триває період Ямато. У Персії править династія Сассанідів.
На території лісостепової України Черняхівська культура. У Північному Причорномор'ї готи й сармати. Історики VI століття згадують плем'я антів, що мешкало на території сучасної України приблизно з IV сторіччя. З'явилися гуни, підкорили остготів та аланів й приєднали їх до себе.

## Події
- Імператор Східної Римської імперії Феодосій II відправив до гунів посольство для укладення миру. Візантійці зобов'язалися виплачувати данину розміром 2100 фунтів золота. Гуни вимагають евакуації населення з Мезії й встановлення буферної зони, а також ринку в Ниші. Домовленість забороняє експорт коней гунів у Римську імперію. Міністр Східної Римської імперії Хризафій підмовляє вождя скірів Едіку убити Аттілу.
- До візантійської делегації, посланої до гунів, входив Пріск Панійський, завдяки якому зберігся опис гунів та Аттіли.
- Імператор Феодосій II звелів спалити всі нехристиянські книги.
- Військовий магістр Західної Риської імперії Флавій Аецій придушив заворушення багаудів і завдав поразки салічним франкам при Аррасі.
- У Константинополі синод засудив палкого борця проти несторіанства Євтихія, з чого розпочалася тривала криза, пов'язана з монофізитством.

## Померли
- Герман Осерський